# Александрія (Курська область)
Александрія (рос. Александрия) — присілок в Суджанському районі Курської області Російської Федерації.
Населення становить 1 особу. Входить до складу муніципального утворення Новоіванівська сільрада.

## Історія
Населений пункт розташований на території українського етнічного та культурного краю Східна Слобожанщина.
Від 2004 року входить до складу муніципального утворення Новоіванівська сільрада.

## Населення
| 2002 | 2010 |
| ---- | ---- |
| 24   | ↘1   |